# Gimnastică la Jocurile Olimpice de vară din 1976
Gimnastica la Jocurile Olimpice din 1976 a fost reprezentată de 14 probe: 6 la feminin și 8 la masculin. Toate probele s-au desfășurat la "Montreal Forum" în perioada 18 iulie-23 iulie.

## Medalii
| Poz. | Țară    | Aur | Argint | Bronz | Total |
| 1    | URSS    | 7   | 8      | 2     | 17    |
| 2    | Japonia | 3   | 4      | 3     | 10    |
| 3    | România | 3   | 2      | 3     | 8     |
| 4    | Ungaria | 1   | 0      | 1     | 2     |
| 5    | RDG     | 0   | 1      | 3     | 4     |
| 6    | Franța  | 0   | 0      | 1     | 1     |
| 6    | SUA     | 0   | 0      | 1     | 1     |
| 6    | RFG     | 0   | 0      | 1     | 1     |

## Masculin

### Echipe
În tabelul de mai jos I reprezintă "exerciții impuse" iar L "exerciții liber alese".
| Poz | Echipă                | Sol   | Sol   | Cal cu mânere | Cal cu mânere | Inele | Inele | Sărituri | Sărituri | Paralele | Paralele | Bară  | Bară  | Total  | Total  | Scor   |
| Poz | Echipă                | I     | L     | I             | L             | I     | L     | I        | L        | I        | L        | I     | L     | I      | L      | Scor   |
| --- | --------------------- | ----- | ----- | ------------- | ------------- | ----- | ----- | -------- | -------- | -------- | -------- | ----- | ----- | ------ | ------ | ------ |
| 1   | Japonia               | 47.20 | 47.95 | 47.70         | 48.70         | 47.20 | 48.65 | 47.80    | 47.85    | 48.15    | 48.30    | 48.25 | 49.10 | 286.30 | 290.55 | 576.85 |
| 1   | 55 Shun Fujimoto      | 9.30  | 9.55  | 9.10          | 9.50          | 9.35  | 9.50  | 9.00     | 0.00     | 9.45     | 0.00     | 9.60  | 0.00  | 56.25  | 28.75  | 85.00  |
| 1   | 56 Igarashi Hisato    | 9.00  | 9.45  | 9.40          | 9.60          | 9.25  | 9.50  | 9.45     | 9.45     | 9.55     | 9.45     | 9.60  | 9.85  | 56.25  | 57.30  | 113.55 |
| 1   | 57 Hiroshi Kajiyama   | 9.45  | 9.50  | 9.50          | 9.75          | 9.40  | 9.70  | 9.65     | 9.70     | 9.70     | 9.65     | 9.50  | 9.75  | 57.20  | 58.05  | 115.25 |
| 1   | 59 Sawao Kato         | 9.50  | 9.70  | 9.60          | 9.80          | 9.45  | 9.80  | 9.55     | 9.55     | 9.75     | 9.80     | 9.65  | 9.75  | 57.50  | 58.40  | 115.90 |
| 1   | 60 Eizo Kemmotsu      | 9.45  | 9.65  | 9.70          | 9.85          | 9.55  | 9.70  | 9.65     | 9.35     | 9.00     | 9.75     | 9.65  | 9.85  | 57.00  | 58.15  | 115.15 |
| 1   | 61 Mitsuo Tsukahara   | 9.50  | 9.55  | 9.50          | 9.70          | 9.45  | 9.75  | 9.50     | 9.80     | 9.70     | 9.65     | 9.75  | 9.90  | 57.40  | 58.35  | 115.75 |
| 2   | URSS                  | 47.80 | 48.80 | 48.00         | 47.90         | 48.00 | 49.35 | 47.60    | 47.60    | 47.70    | 47.60    | 47.70 | 48.40 | 286.80 | 289.65 | 576.45 |
| 2   | 90 Nikolai Andrianov  | 9.45  | 9.85  | 9.70          | 9.75          | 9.80  | 9.90  | 9.65     | 9.70     | 9.80     | 9.70     | 9.70  | 9.50  | 58.10  | 58.40  | 116.50 |
| 2   | 91 Alexander Dityatin | 9.60  | 9.70  | 9.65          | 9.65          | 9.60  | 9.90  | 9.40     | 9.65     | 9.50     | 9.40     | 9.45  | 9.65  | 57.20  | 57.95  | 115.15 |
| 2   | 92 Gennadi Kryssin    | 9.50  | 9.70  | 9.45          | 9.55          | 9.30  | 9.60  | 9.50     | 9.50     | 9.45     | 9.40     | 9.50  | 9.80  | 56.70  | 57.55  | 114.25 |
| 2   | 93 Vladimir Marchenko | 9.55  | 9.80  | 9.60          | 9.45          | 9.50  | 9.85  | 9.45     | 9.55     | 8.55     | 9.50     | 9.45  | 9.60  | 56.10  | 57.75  | 113.85 |
| 2   | 94 Vladimir Markelov  | 9.70  | 9.75  | 9.60          | 9.40          | 9.70  | 9.90  | 9.60     | 9.20     | 9.65     | 9.60     | 9.60  | 9.70  | 57.85  | 57.55  | 115.40 |
| 2   | 96 Vladimir Tikhonov  | 9.40  | 9.55  | 9.40          | 9.50          | 9.40  | 9.80  | 9.40     | 8.65     | 9.30     | 8.80     | 9.30  | 9.65  | 56.20  | 55.95  | 112.15 |
| 3   | RDG                   | 46.50 | 47.25 | 47.20         | 47.40         | 46.55 | 47.80 | 46.85    | 46.85    | 47.00    | 46.65    | 47.15 | 47.45 | 281.25 | 283.40 | 564.65 |
| 3   | 31 Roland Bruckner    | 9.40  | 9.65  | 9.35          | 9.20          | 9.10  | 9.50  | 9.50     | 9.55     | 9.10     | 9.10     | 9.25  | 9.30  | 55.70  | 56.30  | 112.00 |
| 3   | 32 Rainer Hanschke    | 9.20  | 9.40  | 9.50          | 9.50          | 9.30  | 9.45  | 9.05     | 8.90     | 9.35     | 9.15     | 9.40  | 9.30  | 55.80  | 55.70  | 111.50 |
| 3   | 33 Bernd Jager        | 9.00  | 9.10  | 9.30          | 9.45          | 9.30  | 9.60  | 9.40     | 9.40     | 9.65     | 9.55     | 9.60  | 9.60  | 56.25  | 56.70  | 112.95 |
| 3   | 34 Wolfgang Klotz     | 9.40  | 9.35  | 9.45          | 9.35          | 9.30  | 9.35  | 9.35     | 9.50     | 9.05     | 9.20     | 9.20  | 9.45  | 55.75  | 56.20  | 111.95 |
| 3   | 35 Lutz Mack          | 9.30  | 9.50  | 9.30          | 9.25          | 9.45  | 9.75  | 9.35     | 9.40     | 9.50     | 9.40     | 9.30  | 9.50  | 56.20  | 56.80  | 113.00 |
| 3   | 36 Michael Nikolay    | 9.20  | 9.35  | 9.60          | 9.85          | 9.20  | 9.50  | 9.25     | 9.00     | 9.40     | 9.35     | 9.60  | 9.60  | 56.25  | 56.65  | 112.90 |

### Individual compus
| Poz | Sportiv                      | Sol  | Cal cu mânere | Inele | Sărituri | Parelele | Bară | Final | Prelim. | Total   |
| --- | ---------------------------- | ---- | ------------- | ----- | -------- | -------- | ---- | ----- | ------- | ------- |
| 1   | 90 Nikolai Andrianov (URSS)  | 9.80 | 9.70          | 9.75  | 9.80     | 9.65     | 9.70 | 58.40 | 58.250  | 116.650 |
| 2   | 59 Sawao Kato (JPN)          | 9.60 | 9.60          | 9.45  | 9.55     | 9.70     | 9.80 | 57.70 | 57.950  | 115.650 |
| 3   | 61 Mitsuo Tsukahara (JPN)    | 9.50 | 9.60          | 9.40  | 9.80     | 9.70     | 9.70 | 57.70 | 57.875  | 115.575 |
| 4   | 91 Alexander Dityatin (URSS) | 9.70 | 9.70          | 9.75  | 9.75     | 9.60     | 9.45 | 57.95 | 57.575  | 115.525 |
| 5   | 57 Hiroshi Kajiyama (JPN)    | 9.60 | 9.65          | 9.65  | 9.65     | 9.65     | 9.60 | 57.80 | 57.625  | 115.425 |
| 6   | 65 Andrzej Szajna (POL)      | 9.60 | 9.60          | 9.60  | 9.80     | 9.55     | 9.55 | 57.70 | 56.925  | 114.625 |

### Sol
| Poz | Sportiv                      | I    | L    | Prelim. | Final | Total  |
| --- | ---------------------------- | ---- | ---- | ------- | ----- | ------ |
| 1   | 90 Nikolay Andrianov (URSS)  | 9.45 | 9.85 | 9.650   | 9.80  | 19.450 |
| 2   | 93 Vladimir Marchenko (URSS) | 9.55 | 9.80 | 9.675   | 9.75  | 19.425 |
| 3   | 100 Peter Kormann (SUA)      | 9.30 | 9.70 | 9.500   | 9.80  | 19.300 |
| 4   | 31 Roland Bruckner (RDG)     | 9.40 | 9.65 | 9.525   | 9.75  | 19.275 |
| 5   | 59 Sawao Kato (JPN)          | 9.50 | 9.70 | 9.600   | 9.65  | 19.250 |
| 6   | 60 Eizo Kenmotsu (JPN)       | 9.45 | 9.65 | 9.550   | 9.55  | 19.100 |

### Cal cu mânere
| Poz | Sportiv                      | I    | L    | Prelim. | Final | Total  |
| --- | ---------------------------- | ---- | ---- | ------- | ----- | ------ |
| 1   | 49 Zoltan Magyar (HUN)       | 9.75 | 9.85 | 9.800   | 9.90  | 19.700 |
| 2   | 60 Eizo Kemmotsu (JPN)       | 9.70 | 9.85 | 9.775   | 9.80  | 19.575 |
| 3   | 90 Nikolai Andrianov (URSS)  | 9.70 | 9.75 | 9.725   | 9.80  | 19.525 |
| 3   | 36 Michael Nikolay (RDG)     | 9.60 | 9.85 | 9.725   | 9.80  | 19.525 |
| 5   | 59 Sawao Kato (JPN)          | 9.60 | 9.80 | 9.700   | 9.70  | 19.400 |
| 6   | 91 Alexander Dityatin (URSS) | 9.65 | 9.65 | 9.650   | 9.70  | 19.350 |

### Inele
| Poz | Sportiv                      | I    | L    | Prelim. | Final | Total  |
| --- | ---------------------------- | ---- | ---- | ------- | ----- | ------ |
| 1   | 90 Nikolay Andrianov (URSS)  | 9.80 | 9.90 | 9.850   | 9.80  | 19.650 |
| 2   | 91 Alexander Dityatin (URSS) | 9.60 | 9.90 | 9.750   | 9.80  | 19.550 |
| 3   | 74 Dan Grecu (ROM)           | 9.65 | 9.85 | 9.750   | 9.75  | 19.500 |
| 4   | 46 Ferenc Donath (HUN)       | 9.55 | 9.75 | 9.650   | 9.55  | 19.200 |
| 5   | 60 Eizo Kemmotsu (JPN)       | 9.55 | 9.70 | 9.625   | 9.55  | 19.175 |
| 6   | 59 Sawao Kato (JPN)          | 9.45 | 9.80 | 9.625   | 9.50  | 19.125 |

### Sărituri
| Poz | Sportiv                     | I    | L    | Prelim. | Final | Total  |
| --- | --------------------------- | ---- | ---- | ------- | ----- | ------ |
| 1   | 90 Nikolai Andrianov (URSS) | 9.65 | 9.70 | 9.675   | 9.775 | 19.450 |
| 2   | 61 Mitsuo Tsukahara (JPN)   | 9.50 | 9.80 | 9.650   | 9.725 | 19.375 |
| 3   | 57 Hiroshi Kajiyama (JPN)   | 9.65 | 9.70 | 9.675   | 9.600 | 19.275 |
| 4   | 74 Dan Grecu (ROM)          | 9.60 | 9.70 | 9.650   | 9.550 | 19.200 |
| 5   | 49 Zoltan Magyar (HUN)      | 9.60 | 9.55 | 9.575   | 9.575 | 19.150 |
| 5   | 50 Imre Molnar (HUN)        | 9.75 | 9.70 | 9.725   | 9.425 | 19.150 |

### Paralele
| Poz | Sportiv                     | I    | L    | Prelim. | Final | Total  |
| --- | --------------------------- | ---- | ---- | ------- | ----- | ------ |
| 1   | 59 Sawao Kato (JPN)         | 9.75 | 9.80 | 9.775   | 9.90  | 19.675 |
| 2   | 90 Nikolai Andrianov (URSS) | 9.80 | 9.70 | 9.750   | 9.75  | 19.500 |
| 3   | 61 Mitsuo Tsukahara (JPN)   | 9.70 | 9.65 | 9.675   | 9.80  | 19.475 |
| 4   | 33 Bernd Jager (RDG)        | 9.65 | 9.55 | 9.600   | 9.60  | 19.200 |
| 5   | 86 Miloslav Netusil (CEH)   | 9.45 | 9.60 | 9.525   | 9.60  | 19.125 |
| 6   | 65 Andrzej Szajna (POL)     | 9.45 | 9.55 | 9.500   | 9.45  | 18.950 |

### Bară
| Poz | Sportiv                   | I    | L    | Prelim. | Final | Total  |
| --- | ------------------------- | ---- | ---- | ------- | ----- | ------ |
| 1   | 61 Mitsuo Tsukahara (JPN) | 9.75 | 9.90 | 9.825   | 9.85  | 19.675 |
| 2   | 60 Eizo Kemmotsu (JPN)    | 9.65 | 9.85 | 9.750   | 9.75  | 19.500 |
| 3   | 39 Eberhard Gienger (RFG) | 9.65 | 9.70 | 9.675   | 9.80  | 19.475 |
| 3   | 20 Henri Boerio (FRA)     | 9.60 | 9.75 | 9.675   | 9.80  | 19.475 |
| 5   | 92 Gennady Kryssin (URSS) | 9.50 | 9.80 | 9.650   | 9.60  | 19.250 |
| 6   | 46 Ferenc Donath (HUN)    | 9.55 | 9.65 | 9.600   | 9.60  | 19.200 |

## Feminin

### Echipe
În tabelul de mai jos I reprezintă "exerciții impuse" iar L "exerciții liber alese".
| Poz | Echipă                  | Sărituri | Sărituri | Paralele | Paralele | Bârnă | Bârnă | Sol   | Sol   | Total  | Total  | Scor   |
| Poz | Echipă                  | I        | L        | I        | L        | I     | L     | I     | L     | I      | L      | Scor   |
| --- | ----------------------- | -------- | -------- | -------- | -------- | ----- | ----- | ----- | ----- | ------ | ------ | ------ |
| 1   | URSS                    | 48.70    | 49.00    | 48.85    | 49.00    | 47.95 | 48.95 | 48.70 | 49.20 | 194.20 | 196.15 | 390.35 |
| 1   | 87 Maria Filatova       | 9.65     | 9.90     | 9.50     | 9.60     | 9.30  | 9.75  | 9.50  | 9.85  | 37.95  | 39.10  | 77.05  |
| 1   | 89 Svetlana Grozdova    | 9.50     | 9.50     | 9.70     | 9.75     | 9.80  | 9.20  | 9.80  | 9.80  | 38.80  | 38.25  | 77.05  |
| 1   | 90 Nellie Kim           | 9.80     | 9.90     | 9.80     | 9.85     | 9.40  | 9.80  | 9.80  | 9.90  | 38.80  | 39.45  | 78.25  |
| 1   | 91 Olga Korbut          | 9.75     | 9.70     | 9.90     | 9.90     | 9.80  | 9.85  | 9.35  | 9.70  | 38.80  | 39.15  | 77.95  |
| 1   | 92 Elvira Saadi         | 9.70     | 9.70     | 9.70     | 9.70     | 9.55  | 9.70  | 9.70  | 9.70  | 38.65  | 38.80  | 77.45  |
| 1   | 93 Ludmilla Tourischeva | 9.80     | 9.80     | 9.75     | 9.80     | 9.40  | 9.85  | 9.90  | 9.95  | 38.85  | 39.40  | 78.25  |
| 2   | România                 | 47.95    | 48.05    | 49.15    | 49.35    | 48.05 | 48.80 | 47.55 | 48.25 | 192.70 | 194.45 | 387.15 |
| 2   | 73 Nadia Comăneci       | 9.70     | 9.85     | 10.00    | 10.00    | 9.90  | 10.00 | 9.75  | 9.85  | 39.35  | 39.70  | 79.05  |
| 2   | 74 Mariana Constantin   | 9.50     | 9.65     | 9.85     | 9.85     | 9.45  | 9.60  | 9.35  | 9.50  | 38.15  | 38.60  | 76.75  |
| 2   | 75 Georgeta Gabor       | 9.30     | 9.35     | 9.50     | 9.60     | 9.35  | 9.55  | 9.45  | 9.60  | 37.60  | 38.10  | 75.70  |
| 2   | 76 Anca Grigoraș        | 9.45     | 9.50     | 9.65     | 9.75     | 9.60  | 9.75  | 9.45  | 9.55  | 38.15  | 38.55  | 76.70  |
| 2   | 78 Gabriela Trușcă      | 9.65     | 9.25     | 9.75     | 9.85     | 9.30  | 9.60  | 9.30  | 9.40  | 38.00  | 38.10  | 76.10  |
| 2   | 79 Teodora Ungureanu    | 9.65     | 9.70     | 9.90     | 9.90     | 9.75  | 9.85  | 9.55  | 9.75  | 38.85  | 39.20  | 78.05  |
| 3   | RDG                     | 47.95    | 48.75    | 48.70    | 49.10    | 47.10 | 47.30 | 47.85 | 48.35 | 191.60 | 193.50 | 385.10 |
| 3   | 28 Carola Dombeck       | 9.60     | 9.90     | 9.50     | 9.55     | 9.30  | 8.10  | 9.40  | 9.55  | 37.80  | 37.10  | 74.90  |
| 3   | 29 Gitta Escher         | 9.70     | 9.80     | 9.75     | 9.80     | 9.50  | 9.65  | 9.70  | 9.70  | 38.65  | 38.95  | 77.60  |
| 3   | 30 Kerstin Gerschau     | 9.55     | 9.60     | 9.80     | 9.85     | 9.40  | 9.60  | 9.50  | 9.70  | 38.25  | 38.75  | 77.00  |
| 3   | 31 Angelika Hellmann    | 9.50     | 9.60     | 9.60     | 9.80     | 9.50  | 9.60  | 9.60  | 9.70  | 38.20  | 38.70  | 76.90  |
| 3   | 32 Marion Kische        | 9.45     | 9.70     | 9.90     | 9.90     | 9.40  | 9.50  | 9.65  | 9.70  | 38.40  | 38.80  | 77.20  |
| 3   | 33 Steffi Kraker        | 9.60     | 9.75     | 9.65     | 9.75     | 9.30  | 8.95  | 9.35  | 9.35  | 37.90  | 37.80  | 75.70  |

### Individual compus
| Poz | Sportiv                        | Sărituri | Paralele | Bârnă | Sol  | Final | Prelim. | Total  |
| --- | ------------------------------ | -------- | -------- | ----- | ---- | ----- | ------- | ------ |
| 1   | 73 Nadia Comăneci (ROM)        | 9.85     | 10.00    | 10.00 | 9.90 | 39.75 | 39.525  | 79.275 |
| 2   | 90 Nellie Kim (URSS)           | 10.00    | 9.90     | 9.70  | 9.95 | 39.55 | 39.125  | 78.675 |
| 3   | 93 Ludmilla Tourischeva (URSS) | 9.95     | 9.80     | 9.85  | 9.90 | 39.50 | 39.125  | 78.625 |
| 4   | 79 Teodora Ungureanu (ROM)     | 9.75     | 9.90     | 9.90  | 9.80 | 39.35 | 39.025  | 78.375 |
| 5   | 91 Olga Korbut (URSS)          | 9.80     | 9.90     | 9.50  | 9.85 | 39.05 | 38.975  | 78.025 |
| 6   | 29 Gitta Escher (RDG)          | 9.90     | 9.85     | 9.55  | 9.65 | 38.95 | 38.800  | 77.750 |

### Sărituri
| Poz | Sportiv                        | I    | L    | Prelim. | săritură 1 | săritură 2 | Final | Total  |
| --- | ------------------------------ | ---- | ---- | ------- | ---------- | ---------- | ----- | ------ |
| 1   | 90 Nellie Kim (URSS)           | 9.80 | 9.90 | 9.850   | 9.95       | 9.70       | 9.95  | 19.800 |
| 2   | 93 Ludmilla Tourischeva (URSS) | 9.80 | 9.80 | 9.800   | 9.85       | 9.70       | 9.85  | 19.650 |
| 2   | 28 Carola Dombeck (RDG)        | 9.60 | 9.90 | 9.750   | 9.90       | 9.85       | 9.90  | 19.650 |
| 4   | 73 Nadia Comăneci (ROM)        | 9.70 | 9.85 | 9.775   | 9.85       | 9.75       | 9.85  | 19.625 |
| 5   | 29 Gitta Escher (RDG)          | 9.70 | 9.80 | 9.750   | 9.80       | 9.25       | 9.80  | 19.550 |
| 6   | 49 Marta Egervari (HUN)        | 9.70 | 9.70 | 9.700   | 9.30       | 9.75       | 9.75  | 19.450 |

### Paralele inegale
| Poz | Sportiv                    | I     | L     | Prelim. | Final | Total  |
| --- | -------------------------- | ----- | ----- | ------- | ----- | ------ |
| 1   | 73 Nadia Comăneci (ROM)    | 10.00 | 10.00 | 10.000  | 10.00 | 20.000 |
| 2   | 79 Teodora Ungureanu (ROM) | 9.90  | 9.90  | 9.900   | 9.90  | 19.800 |
| 3   | 49 Marta Egervari (HUN)    | 9.85  | 9.90  | 9.875   | 9.90  | 19.775 |
| 4   | 32 Marion Kische (RDG)     | 9.90  | 9.90  | 9.900   | 9.85  | 19.750 |
| 5   | 91 Olga Korbut (URSS)      | 9.90  | 9.90  | 9.900   | 9.40  | 19.300 |
| 6   | 90 Nellie Kim (URSS)       | 9.80  | 9.85  | 9.825   | 9.40  | 19.225 |

### Sol
| Poz | Sportiv                        | I    | L    | Prelim. | Final | Total  |
| --- | ------------------------------ | ---- | ---- | ------- | ----- | ------ |
| 1   | 90 Nellie Kim (URSS)           | 9.80 | 9.90 | 9.850   | 10.00 | 19.850 |
| 2   | 93 Ludmilla Tourischeva (URSS) | 9.90 | 9.95 | 9.925   | 9.90  | 19.825 |
| 3   | 73 Nadia Comăneci (ROM)        | 9.75 | 9.85 | 9.800   | 9.95  | 19.750 |
| 4   | 84 Anna Polhudkova (CEH)       | 9.65 | 9.80 | 9.725   | 9.85  | 19.575 |
| 5   | 32 Marion Kische (RDG)         | 9.65 | 9.70 | 9.675   | 9.80  | 19.475 |
| 6   | 29 Gitta Escher (RDG)          | 9.70 | 9.70 | 9.700   | 9.75  | 19.450 |